# Seis reinos del samsara

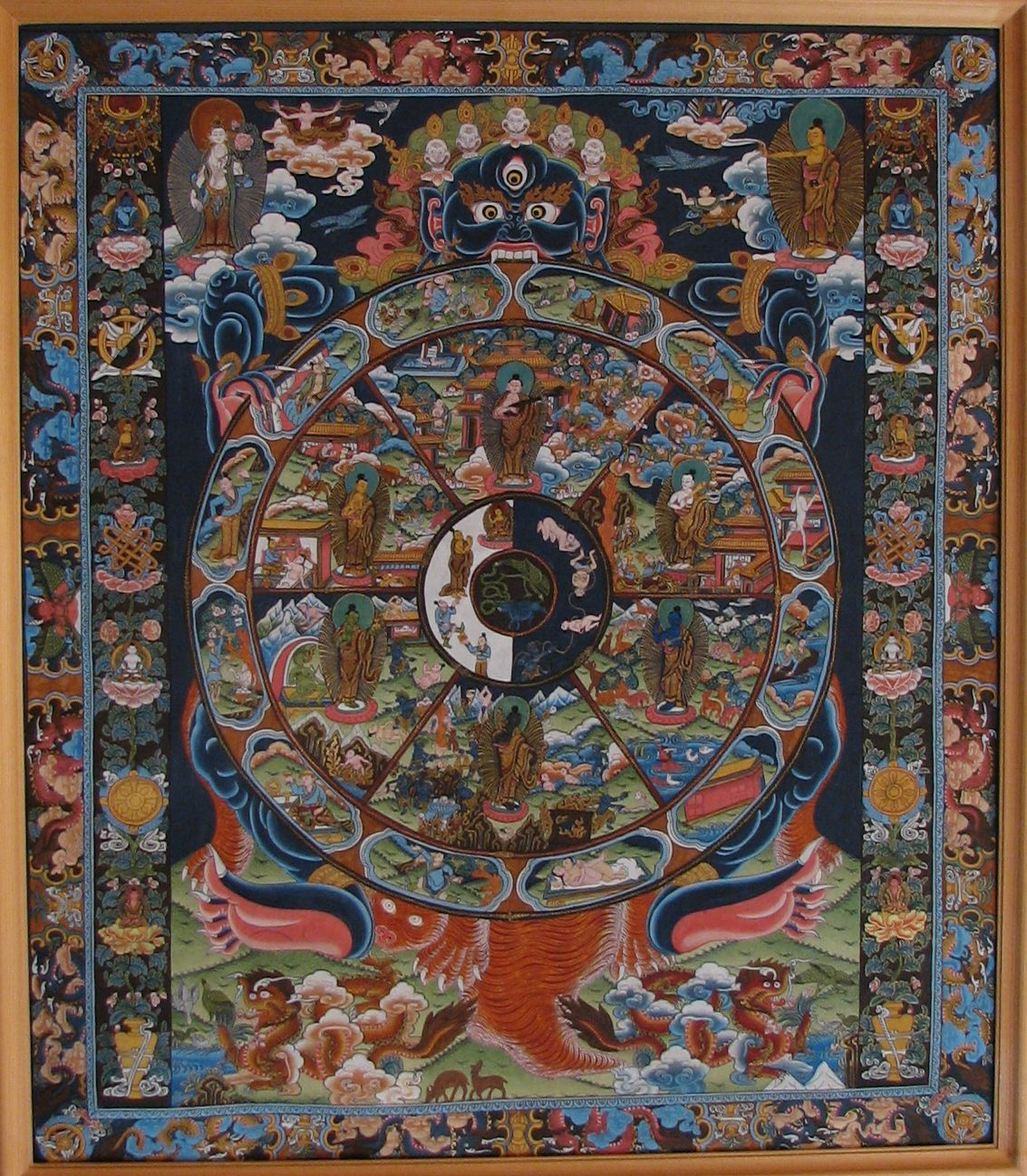
Bhavacakra o Rueda del devenir, también llamada samsaracakra (rueda del Samsara). Las seis divisiones interiores de mayor tamaño representan los seis reinos de la existencia.

Los seis reinos del samsara (sánscrito: gati; tibetano: 'gro tuba; chino: qu; japonés: shu) también llamados seis reinos de existencia o seis reinos del renacimiento, según la cosmovisión budista, son las formas de existencia o destinos que conforman el ciclo de la existencia (samsara), en las cuales renacen los seres sintientes en tanto no se hayan liberado y alcanzado la iluminación (nirvana).
La creencia  budista sobre los reinos del Samsara tienen raíces en las tradiciones más antiguas del hinduismo; sin embargo en el hinduismo los reinos específicos del samsara no están tan definidos como en el budismo. Aun así, hay tradiciones sobre diferentes niveles de existencia o planos, como Svarga (cielo, Morada de los dioses); el Naraka (infiernos, Lugares de sufrimiento temporal), y los Lokas (mundos, que incluyen diferentes dimensiones para humanos, animales, y seres divinos.

## Contexto
En la cosmovisión budista, el samsara es el ciclo incesante de renacimientos impulsado por las «tres raíces de lo malsano» (akusala-mula): aversión, apego e ignorancia que envían a la consciencia a alguno de los reinos que conforman el samsara; cuya existencia es generado a través de Mara (la ilusión de la realidad), y determinado por el karma.
Si bien existen dos formas tradicionales de clasificar los tipos de existencia, la más frecuentemente descrita es ésta de los seis reinos. Su contraparte, la división en planos o avacaras, suele emplearse más bien como un refinamiento de esta división fundamental en seis categorías.
Los seis destinos se encuentran, a su vez, dentro de Triloka, estos es, los tres reinos de la existencia, que conforman la realidad total del universo. En algunas ocasiones los seis reinos son descritos como conformando solamente uno de los tres reinos del Triloka, el Kamaloka, es decir, el reino del deseo o reino de la necesidad; mientras que en otras fuentes, los seis destinos se encuentran divididos entre los tres. Cada reino puede tener, a su vez, otros reinos o divisiones internas.
La geografía espiritual del budismo tradicional localizaba los seis reinos del samsara dentro de un continente denominado Jambudvipa localizado al sur del Monte Meru que se ubica en la parte central del universo budista.
Estos seis reinos más los Reinos de la tierras puras de Buda igualmente forman parte del concepto de Diez reinos espirituales.

## Seis reinos
Los seis reinos de existencia son:
- Reino de los Deva, el reino de los dioses, dotados de felicidad y orgullo. Asociado al color blanco.
- Reino de los Asura, el reino de los "semidioses" o "demonios" que son caracterizados por su ansias de poder y envidia. Asociado al color verde.
- Reino humano, también conocido como Reino Manuṣya, está basado en el deseo y apego, pasión y duda. Asociado al color amarillo.
- Reino animal, o Tiryag-yoni, determinados por la estupidez, y el dejarse llevar por los instintos naturales. Asociado al color azul.
- Reino de los Pretas, o reino de los espíritus hambrientos, estado de ser posesivo, avaricia, y tacaño. Asociado al color rojo.
- Reino de los Narakas (o reino de los nirayas), equivalente al infierno, el reino del sufrimiento, ira y maldad pura. Asociado al color gris.

En el budismo Mahāyāna se hace hincapié en que las enseñanzas deben ser demostrables. En este caso, aparte del contacto directo que algunos privilegiados pueden tener con seres pertenecientes a otros tipos de existencia diferentes de la humana y animal, se considera como evidencia la memoria de vidas pasadas bajo esas formas de existencia que desarrollan algunos meditadores muy avanzados. En particular se dice que Buda Gautama, en el momento de su iluminación, fue capaz de recordar todas sus vidas pasadas, las cuales contemplaban estadías en todos estos seis reinos de existencia.

## Liberación de los seis reinos
Entre las formas de liberación del samsara (que nos mantiene en los seis reinos al desconocer la verdadera naturaleza de la Realidad), el budismo incluye doctrinas básicas para llegar a alcanzar el nirvana, tales como la originación codependiente, el camino medio, los cinco agregados, las tres raíces insalubres, las cuatro verdades y el noble camino óctuple, o la fe al Budismo de la Tierra Pura. El tiempo necesario para liberarse del samsara depende de las prácticas espirituales (dharma) y del karma acumulado en esta vida y en las vidas anteriores
El Bardo Thodol, también nos indica que el Bardo nos da la oportunidad de liberación de estos seis reinos de existencia.

## Representación
La totalidad de la existencia kármica, incluyendo los seis reinos del renacimiento, son tradicionalmente representados a través de la rueda del samsara (samsaracakra o bhavacakra), en el cual, en el centro son representadas los «tres venenos» o «tres raíces de lo malsano» (akuśala-mula) a través de tres animales: un cerdo, un ave (ordinariamente un gallo) y una serpiente, alrededor de ellos se muestran seis paisajes en representación de los seis reinos mostrando cada uno sus habitantes espirituales, circundados, a su vez, por las doce representaciones de las doce causas del condicionamiento (nidānas).